# Dave DeBusschere
David Albert DeBusschere (ur. 16 października 1940 w Detroit, zm. 14 maja 2003 w Nowym Jorku) – amerykański koszykarz, występujący na pozycji skrzydłowego, dwukrotny mistrz NBA, członek Koszykarskiej Galerii Sław. 
Mierzący 198 cm wzrostu koszykarz studiował na University of Detroit. Do NBA został wybrany z 4. numerem w drafcie 1962 przez Detroit Pistons. W klubie tym grał w latach 1962-68. Przez trzy sezony (1964-67) był grającym trenerem Pistons, do dziś jest najmłodszym głównym szkoleniowcem w historii ligi. Pod koniec 1968 został koszykarzem New York Knicks i z tym klubem dwa razy zdobywał tytuł mistrzowski (1970, 1973). 
Karierę zakończył w 1974. Był potem komisarzem ligi ABA oraz asystentem trenera i dyrektorem ds. koszykarskich Knicks (wybrał m.in. w drafcie Patricka Ewinga).
Siedem razy brał udział w meczu gwiazd NBA. W 1996 znalazł się wśród 50 najlepszych graczy występujących kiedykolwiek w NBA. 
W latach 1962–63 występował także jako miotacz w baseballowej drużynie Chicago White Sox, będąc jedną z 12 osób w historii, grających w zawodowych ligach NBA i MLB.
Powodem jego śmierci był zawał serca.

## Osiągnięcia
Na podstawie, o ile nie zaznaczono inaczej.

UPI – United Press International,
NABC – National Association of Basketball Coaches,
AP – Associated Press,
NEA – Newspaper Enterprise Association

### NCAA
- Uczestnik rozgrywek:
  - I rundy turnieju National Invitation Tournament (NIT – 1960, 1961)
  - II rundy turnieju NCAA (1962)
- Zaliczony do:
  - I składu All-American (1960 przez NEA, 1961 przez NABC, NEA)
  - II składu All-American (1961 przez NABC, NEA, 1962 przez NEA)
  - III składu All-American (1960 przez UPI, 1961 przez UPI, 1962 przez NABC, AP, UPI)
  - Akademickiej Galerii Sław Koszykówki (2006)[2]
- Uczelniana drużyna Detroit Mercy Titans zastrzegła należący do niego numer 22

### NBA
- Mistrz NBA (1970, 1973)[3]
- Wicemistrz NBA (1972)[3]
- Wybrany do:
  - I składu:
    - defensywnego NBA (1969–1974)[4]
    - debiutantów NBA (1963)[5]

  - II składu NBA (1969)[6]
  - grona 50 najlepszych zawodników w historii NBA (NBA’s 50th Anniversary All-Time Team – 1996)[7]
  - składu najlepszych zawodników w historii NBA, wybranego z okazji obchodów 75-lecia istnienia ligi (2021)[8]
  - Koszykarskiej Galerii Sław (Naismith Memorial Basketball Hall Of Fame - 1983)[9]
- Uczestnik meczu gwiazd:
  - NBA (1966–1968, 1969–1974)[10]
  - NBA vs ABA (1971)[11]
  - Legend NBA (1984, 1985, 1990, 1991)[12]
- Klub Knicks zastrzegł należący do niego w numer 22[13]